# Coexist
La imagen de Coexist (en español: Coexista) (a menudo estilizada como «CoeXisT» o «COEXIST») es una imagen creada por el diseñador gráfico polaco, con sede en Varsovia, Piotr Młodożeniec en el año 2000 como inscripción en un concurso internacional de arte patrocinado por el Museum on the Seam para Diálogo, Comprensión y Convivencia.
La versión original fue una de las docenas de obras que se exhibieron como grandes carteles al aire libre en Jerusalén en 2001.
Las variaciones de esta obra de arte se han utilizado como pegatinas y elementos de parachoques en los conciertos de rock.

## Vertigo Tour de U2

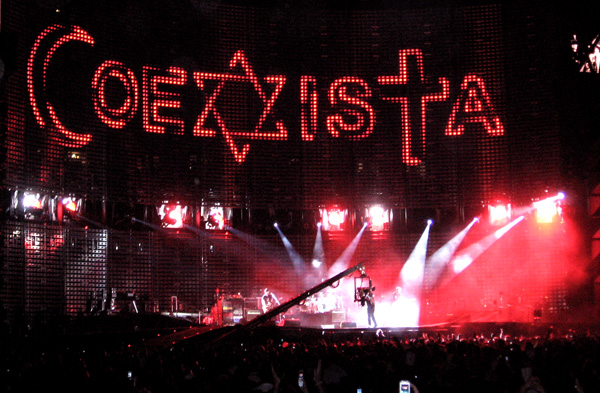
U2 en la Ciudad de México en la gira Vertigo Tour - foto tomada durante la interpretación de Sunday Bloody Sunday

Durante el Vertigo Tour (2005–2006) de la banda de rock irlandesa U2, la versión original de la imagen jugó un papel clave. Poco después de interpretar «Sometimes You Can't Make It on Your Own», el grupo tocó canciones de temática política. Durante la porción de apertura de «Love and Peace or Else», Bono llevaba una diadema blanca con una versión manuscrita de la palabra. En algunos lugares, incluida la Ciudad de México, la palabra se mostraba en grandes carteles electrónicos.

## Versiones y otras variaciones.
La siguiente tabla muestra los caracteres individuales de las versiones más conocidas, ya sea como caracteres Unicode, íconos, o descripciones.
| C  | o | e | x | i | ı | ̇  | s | t | notas             |
| -- | - | - | - | - | - | - | - | - | ----------------- |
| ☪️ | o | e | ✡ | i | - | - | s | ✝ | (imagen original) |
| ☪  | ☮ | e | ✡ | - | ı | ☯ | s | ✝ | pbyrne on Flickr  |

1. 1 2  El carácter o imagen de Unicode es aproximado.

Otras variaciones publicadas
- Traducciones, como Coexista (en un concierto de U2 en la Ciudad de México)